# Mantidactylus tricinctus
A Mantidactylus tricinctus  a kétéltűek (Amphibia) osztályába és  a békák (Anura) rendjébe, az aranybékafélék (Mantellidae) családjába tartozó faj. 

## Előfordulása
Madagaszkár endemikus faja. A sziget délkeleti részén, An'Ala, Befotaka és Vondrozo környékén, 450–850 m-es tengerszint feletti magasságban honos.

## Megjelenése
Igen kis méretű Mantidactylus faj. A megfigyelt hímek mérete 17–19 mm, az egyetlen nőstényé 18 mm. Jellegzetessége az ágyéktájon látható sárga folt, és az orrcsúcson lévő fehér petty. A hímeknek feltűnő combmirigyeik vannak.

## Természetvédelmi helyzete
A vörös lista a sebezhető faj ok között tartja nyilván. Helyileg nagy számban fordul elő, de további vizsgálatok szükségesek ökológiájának és a populáció trendjének meghatározása érdekében. Egyetlen védett helyen sem figyelték meg, bár élőhelye a Midongy du sud Nemzeti Park közelében található. Bizonyos mértékben képes élőhelyének pusztulásához alkalmazkodni. A faj számára a fő veszélyt élőhelyének elvesztése jelenti a mezőgazdaság, a fakitermelés, a szénégetés, az invazív eukaliptuszfajok terjeszkedése, a legeltetés és a lakott települések növekedése következtében.